# Холоцентрови
Холоцентровите (Holocentridae) са семейство актиноптери от разред Бериксоподобни (Beryciformes).
Таксонът е описан за пръв път от Шарл Люсиен Бонапарт през 1832 година.

## Родове
Подсемейство Holocentrinae
- Holocentrus
- Neoniphon
- Sargocentron

Подсемейство Myripristinae
- Corniger
- Myripristis
- Ostichthys
- Plectrypops
- Pristilepis